# 馬爾斯希爾鎮區 (阿肯色州華盛頓縣)
馬爾斯希爾鎮區（英語：Marrs Hill Township）是位於美國阿肯色州華盛頓縣的一個行政鎮區。

## 地方資料
馬爾斯希爾鎮區的面積為53.35平方千米，當中陸地面積為52.86平方千米，而水域面積為0.49平方千米。根據2010年美國人口普查的數據，當地共有人口1003人，而人口密度為每平方千米18.8人。